# خانه رسولیان
خانه رسولیان مربوط به دوره قاجار است و در یزد، محله سهل بن علی، کوچه شهید صدوقی واقع شده و این اثر در تاریخ ۱۵ دی ۱۳۷۵ با شمارهٔ ثبت ۱۸۳۰ به‌عنوان یکی از آثار ملی ایران به ثبت رسیده است.